# Cattivi maestri
Cattivi maestri è il secondo album del gruppo Hardcore punk italiano Peggio Punx, autoprodotto e pubblicato nel 1984 dalla T.V.O.R. on vinyl.

## Il disco
Il disco è stato pubblicato originariamente in formato 12" e successivamente incluso anche nella raccolta Discography del 2005.
Successivamente il gruppo cambierà il nome in "Peggio" e pubblicherà l'album Alterazione della struttura, di genere jazz-funk, lontano dall'hardcore dei primi dischi.

## Tracce
1. Niente risposte – 2:21
2. Le informazioni – 2:27
3. La tua lotta – 1:58
4. Schiavitù – 2:57
5. Piede selvaggio – 2:46
6. Attimi (credi di...) – 0:50
7. Cosa cambierà – 2:50
8. Verrà – 1:50